# McDonnell XF-85 Goblin
McDonnell XF-85 Goblin – amerykański eksperymentalny samolot myśliwski, skonstruowany w połowie lat czterdziestych.
Idea stworzenia XF-85 zrodziła się w czasie II wojny światowej, w związku z potrzebą ochrony samolotów bombowych podczas długich lotów. Ponieważ samoloty myśliwskie dysponowały ograniczonym zasięgiem, główna koncepcja XF-85 polegała na tym, że samolot spoczywał w luku bombowym samolotu-matki, skąd mógł być wypuszczany w razie ataku wrogich myśliwców. Po zakończeniu walki XF-85 miał wracać do luku bombowego i wraz z samolotem-matką wracać do bazy.
Planowano, iż XF-85 będzie przenoszony w luku bombowym samolotu Convair B-36 Peacemaker, jednak w związku z przedłużającymi się pracami nad prototypem B-36, do lotów próbnych przerobiono B-29, który oznaczono symbolem EB-29B.
Pierwszy lot prototypu odbył się 23 sierpnia 1948. W całym szeregu prób udoskonalono sposób wypuszczania i przechwytywania samolotu. XF-85 opuszczany był pod samolotem-matką na ruchomej rampie, rozkładał skrzydła i po uruchomieniu silnika był uwalniany. W podobny sposób przebiegał powrót samolotu do luku bombowego.
Podczas badań i testów nie stwierdzono poważniejszych wad konstrukcyjnych samolotu, jednak z czasem okazało się, iż cała koncepcja XF-85 jest chybiona i nie daje obiecujących efektów w przyszłości. W związku z tym, a także z powodów finansowych, cały projekt przerwano w 1949.
Na fiasko projektu złożyło się kilka czynników. Okazało się przede wszystkim, że problemy z dokowaniem XF-85 wewnątrz samolotu-matki były o wiele większe, niż się spodziewano. Nawet doświadczeni piloci mieli problemy z opuszczaniem samolotu-matki i późniejszym powrotem, choć żadne poważniejsze wypadki podczas prób się nie wydarzyły. Głównym powodem problemów były turbulencje, wytwarzane przez samolot-matkę, przez co Goblin zbliżający się do niego od spodu stawał się bardzo niestabilny.
Poza tym XF-85 był wolniejszy i słabiej uzbrojony niż standardowe samoloty myśliwskie drugiej połowy lat czterdziestych, w związku z czym istniało prawdopodobieństwo, iż po prostu nie spełni pokładanych w nim nadziei i nie będzie stanowił najlepszej obrony dla bombowca.
Z czasem okazało się ponadto, iż nowe odrzutowe samoloty myśliwskie dysponują coraz większym zasięgiem, będą więc mogły osłaniać bombowce na dłuższym dystansie niż konstrukcje dotychczasowe.
Nieco później podejmowano próby z przenoszeniem innych samolotów. Wykorzystywano do tego B-36 oraz podwieszany konwencjonalny myśliwiec Republic F-84 Thunderstreak, badania jednak – podobnie jak w przypadku XF-85 – wykazały znikomą przydatność podobnych projektów.
Zbudowano tylko dwa egzemplarze prototypowe samolotu, zachowane zresztą do dzisiaj. Jeden znajduje się w Narodowym Muzeum Sił Powietrznych Stanów Zjednoczonych w pobliżu Dayton (stan Ohio), drugi w muzeum Dowództwo Lotnictwa Strategicznego w Omaha (stan Nebraska).

## Konstrukcja

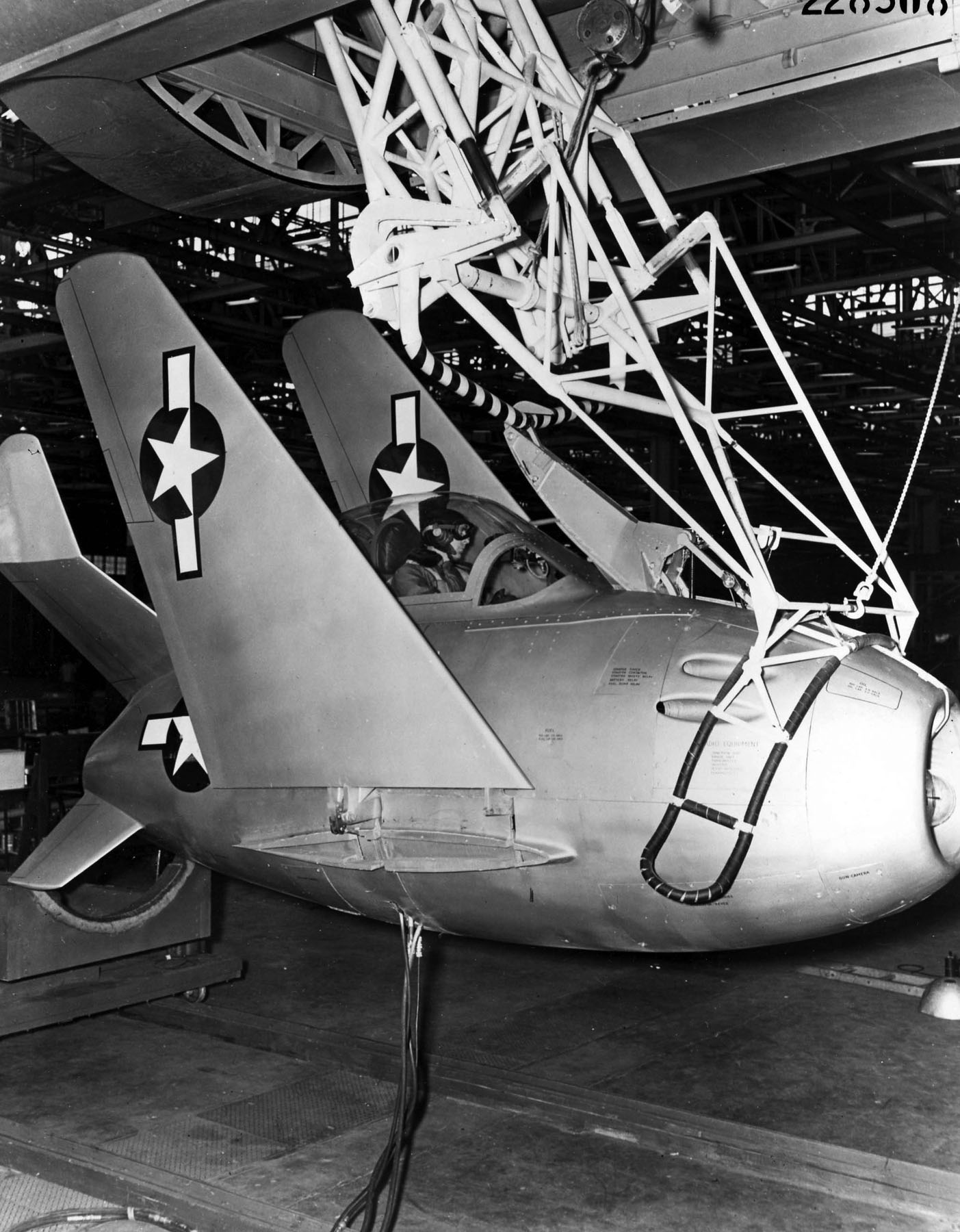
Test trapezu ratunkowego w hangarze ze złożonymi skrzydłami w konfiguracji złożonej

Jednomiejscowy, jednosilnikowy, wolnonośny dolnopłat, konstrukcji metalowej. Posiadał skośne trapezowe skrzydła mające niewielki skos ujemny. Skrzydła w transporcie składano, wyposażono je także w dodatkowe pionowe usterzenie na końcach skrzydeł. Wszystkie płaszczyzny sterowe zwielokrotniono, aby przy niewielkich rozmiarach utrzymać stateczność samolotu. Pilot zamknięty w niewielkiej kabinie, siedział praktycznie na silniku samolotu. Podwoziem była płoza służąca do lądowania awaryjnego.